# Howardit
Howardit je vrsta HED meteoritov. Izvirajo iz asteroida 4 Vesta. Doslej je znanih samo 50 primerkov te vrste meteoritov. Po sestavi so regolitna breča iz delcev evkrita in diogenita. Pojavljajo se ogljikove hondrule in talina zaradi udarcev. Regolitne breče ne najdemo na Zemlji, ker na telesih, ki imajo atmosfero ni regolita.
Howarditi so dobili ime po Edwardu Charlesu Howardu, ki je bil utemeljitelj znanosti o proučevanju meteoritov. 